# Гимнокалициум Марсонье
Гимнокали́циум Марсонье́ (лат. Gymnocalycium marsoneri) — кактус из рода Гимнокалициум.

## Описание
Стебель плоскошаровидный, матовый, серо-зелёный. Рёбер около 15, они косо расположены и поделены на низкие крупные бугорки.
Радиальных колючек 7, длиной до 3 см.
Цветки воронковидные, длиной 3,5 см и 3-4,5 см в диаметре, от жёлто-белого до белого цвета.

## Распространение
Встречается в Парагвае.